# Johannes Böhm (Politiker)
Johannes „Hans“ Böhm (* 8. April 1890 in Hochspeyer; † 18. Juli 1957 in Leonberg) war ein deutscher Gewerkschafter und sozialdemokratischer Politiker.
Böhm absolvierte zunächst eine Lehre als Möbelpolierer. Später arbeitete er in der Metallindustrie. Ab 1906 war er Mitglied im freigewerkschaftlichen Deutschen Holzarbeiterverband. Später wechselte er zum Deutschen Metallarbeiterverband. Ab 1911 war er auch Mitglied der SPD. In der Weimarer Republik gehörte er dem Betriebsrat der Friedrich Krupp AG in Essen an. Ab 1928 war er Geschäftsführer des Gesamtverbandes Öffentliche Betriebe, Transport und Warenverkehr in Bielefeld.
In der Zeit des Nationalsozialismus war Böhm Gastwirt in Bielefeld.
Ab 1945 war Böhm am Neuaufbau der Gewerkschaften in Bielefeld und der Provinz Westfalen beteiligt. Ab 1946 war er Mitglied im Zonenvorstand der Gewerkschaften. Ab 1947 gehörte er dem geschäftsführenden Vorstand des DGB in der Britischen Zone und ab 1950 dem geschäftsführenden Bundesvorstand an.
Johannes Böhm war in der ersten Legislaturperiode von 1947 bis 1950 Mitglied des Landtages von Nordrhein-Westfalen. 1947/48 gehörte er auch dem Zonenbeirat an. Dem Deutschen Bundestag gehörte er von 1949 bis zu seinem Tode an. 1949 wurde er im Wahlkreis Bielefeld – Halle direkt gewählt. 1953 zog er über die Landesliste der SPD in den Bundestag ein. Bei der Wahl des ersten Bundestagspräsidenten am 7. September 1949 wurde er gegen seinen Willen von der KPD vorgeschlagen und erhielt die 15 Stimmen dieser Partei.